# Davallia chrysanthemifolia
Davallia chrysanthemifolia là một loài dương xỉ trong họ Davalliaceae. Loài này được Hayata mô tả khoa học đầu tiên năm 1915.